# Curtido (alimento)
El Curtido es un tipo de col relish  ligeramente fermentada.  Es típico en la  cocina salvadoreña y la de otros países centroamericanos, y está normalmente hecha con col, cebollas, zanahorias, orégano, y a veces zumo de lima;  se parece al chucrut, al kimchi o la tarta coleslaw. Es generalmente servido junto a pupusas. Existe así mismo una variación del curtido el cual es preparado con mayonesa. Ambos curtidos, vinagre y mayonesa, son muy apreciados por los comensales pues son acompañamientos indispensables de las pupusas.
El también país centroamericano Belice tiene una receta similar también llamada "curtido" por sus habitantes hispanohablantes; sin embargo, este es un relish fermentado picante, hecho con cebollas, habaneros, y vinagre. Suele usarse para ser rociado por encima de salbutes, garnaches, y otros platos comunes en la cocina beliceña. 

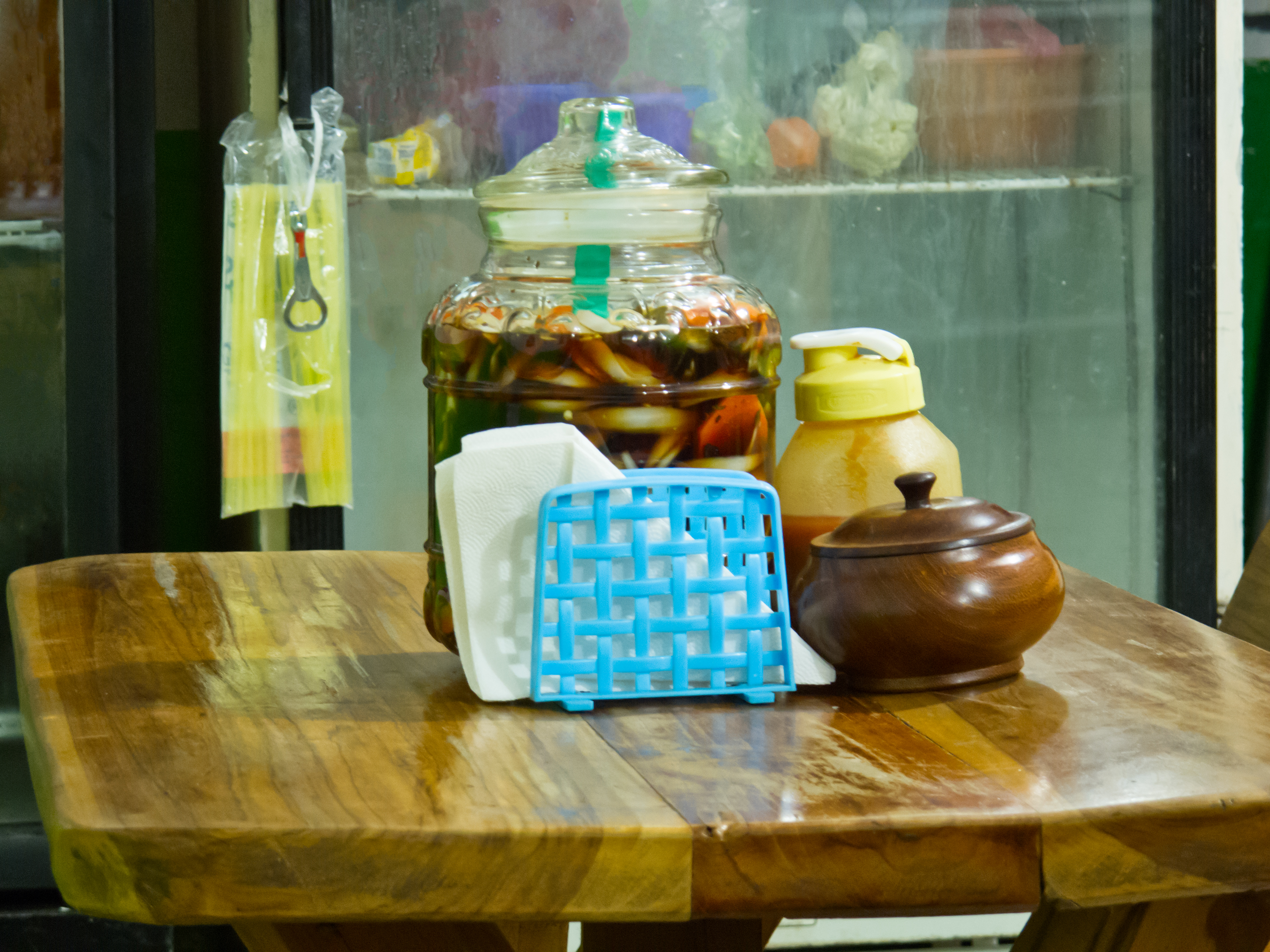
El curtido, en este ejemplo, es hecho con cebollas, chiles y zanahorias. Esto está en una pupusería en Olocuilta, El Salvador